# ف-1 (مفاعل نووي)
F-1 (من "المفاعل الفيزيائي الأول") هو مفاعل أبحاث يديره معهد كورتشاتوف في موسكو ، روسيا . عندما بدأ في 25 ديسمبر 1946 ، أصبح أول مفاعل نووي في أوروبا يحقق تفاعلًا نوويًا متسلسلًا مستدامًا ذاتيًا.  تم ايقافة بعد عام 2010 ، وكان حينها يعمل بمستوى طاقة 24 كيلو واط مما يجعله في ذلك الوقت أقدم مفاعل عامل في العالم. الوقود في ف-1 هو اليورانيوم المعدني بالمحتوى الطبيعي من نظير 235 (0.72٪) والجرافيت كوسيط وقضبان الكادميوم للتحكم في تدفق النيوترونات. من الناحية الهيكلية يتكون هيكل ف-1 من هيكل كروي يبلغ قطره حوالي 6 أمتار، مصنوع من طوب الجرافيت السائب. تحتوي كومة الجرافيت على فتحات يتم فيها وضع قضبان الوقود والتحكم. وزن الجرافيت 400 طن واليورانيوم 50 طنا.
تتراوح الطاقة الحرارية للمفاعل من 100 واط إلى 1 ميغاواط. تم توفير تبريد الهواء، إذا لزم الأمر، بواسطة المراوح. لم يكن التشغيل طويل المدى بقوة عالية ممكنًا، لكن الكتلة الكبيرة للنواة سمحت بزيادة قصيرة المدى في الطاقة إلى قيم الذروة. 